# Jens Kern
Jens Kern (* 23. Oktober 1982 in Mainz) ist ein ehemaliger deutscher Fußball-Torwart und jetziger Trainer. Kern ist seit der Saison 2017/2018 Torwarttrainer und seit dem 8. Spieltag dieser Saison Cheftrainer des bayerischen Südost-Landesligisten SV Erlbach.

## Karriere
Kern begann seine Karriere bei den Amateuren des 1. FC Kaiserslautern, bei dem er schon in der Jugend gespielt hatte, in der Oberliga Südwest. Nach dem Aufstieg aus der Oberliga absolvierte er zwischen 2001 und 2004 insgesamt 41 Spiele in der Regionalliga Süd und machte dadurch den Zweitligisten Wacker Burghausen auf sich aufmerksam, der ihn zur Saison 2004/05 unter Vertrag nahm.
In seinen ersten beiden Saisons konnte er sich nicht gegen Uwe Gospodarek durchsetzen und kam nur auf zwei Einsätze, als er für diesen jeweils eingewechselt wurde. In der Spielzeit 2006/07 kam er während einer Verletzungspause von Gospodarek im November 2006 zu drei Einsätzen. Zwischenzeitlich war er auch im Bayernliga-Team des SV Wacker eingesetzt worden.
Ab dem 27. November 2009 spielte er bei der SV Elversberg. Am Ende der Saison lief der Vertrag aus, der nicht verlängert wurde. Anfang 2011 verpflichtete ihn der oberbayerische Bezirksoberligist TSV Ampfing,
Von 2013 bis 2016 war Kern als Trainer des FC Mühldorf aktiv. Seit Januar 2017 ist er Teil des Trainerteams des oberbayerischen Landesligisten SV Erlbach und dort zunächst für die Torhüter zuständig, bis er im August 2017 interimsweise zum Cheftrainer ernannt wurde.